# Fuldai évkönyv

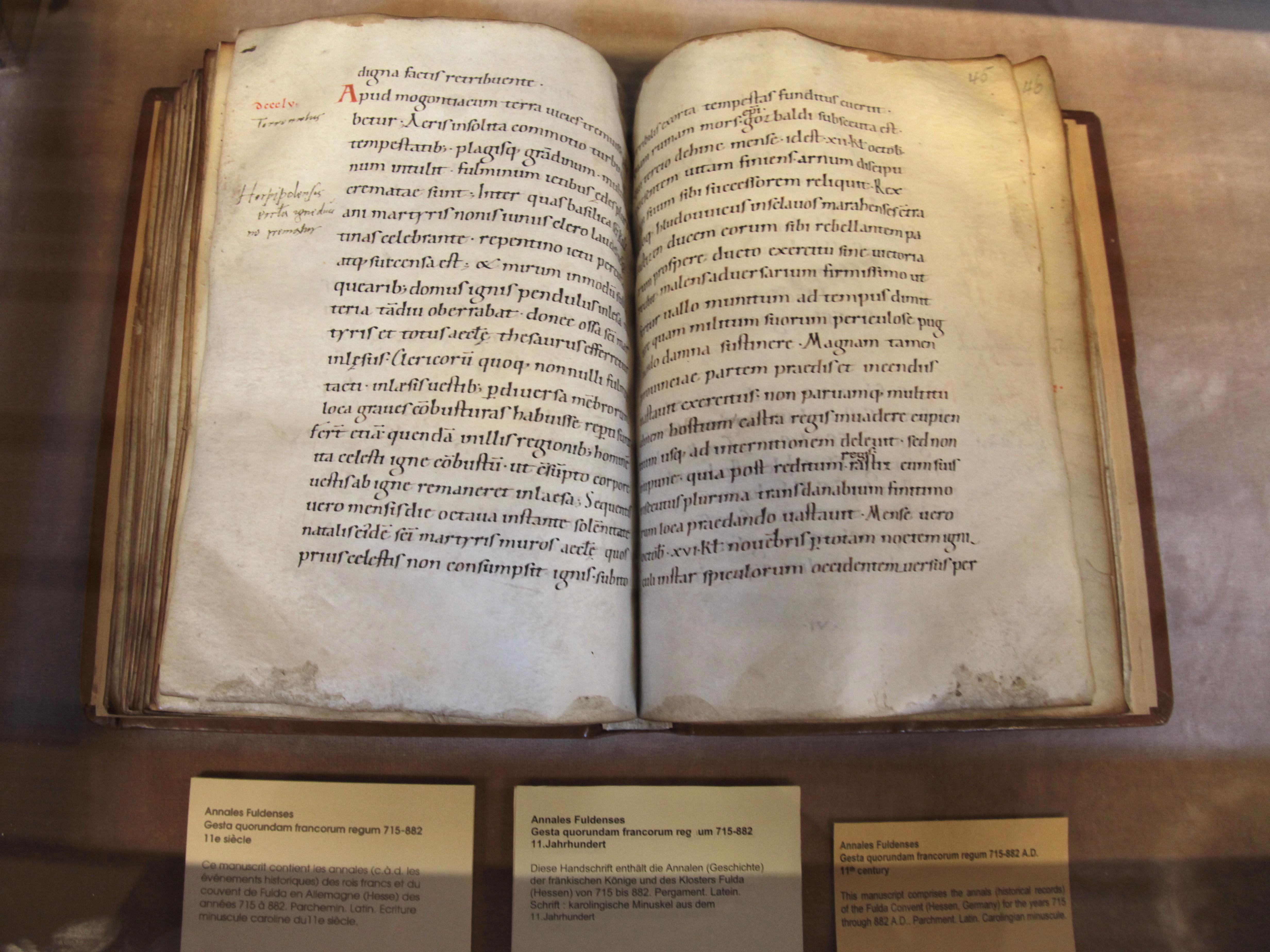

A Fuldai évkönyv (Annales Fuldenses) keleti frank krónikák gyűjteménye, amelyet Németországban, a fuldai kolostorban  készítettek valamikor a 864-901 közötti időszakban. A 714-től 830-ig terjedő részei nagyrészt korábbi krónikákból származnak, míg 830 és 900 között az évkönyvek anyaga új és önálló. 

## Története
A magyarok szempontjából  különösen fontos a 882-901-ig tartó időszak, mely a nyugati források közül legrészletesebben emlékezik meg a honfoglalásról, a közvetlen előzményekről és az ezzel együtt járó kalandozásokról. 
A Fuldai évkönyv feljegyzéseit Einhard kezdte el, majd Fuldai Rudolf, Hrabanus Maurus egyik tanítványa folytatta 839-től 863-ig, majd 901-ig más barátok folytatták azt. Ez az utolsó 901-ig tartó rész azonban már valószínűleg nem Fuldában készült.

## Magyarul
- Fuldai évkönyvek / Annales Fuldenses; fordította, az utószót és a jegyzeteket írta: Darvas Mátyás; Magyarságkutató Intézet, Budapest, 2019 (A Magyarságkutató Intézet kiadványai)
- Fuldai évkönyv - Annales Fuldenses; fordította és a jegyzeteket írta Veszprémy László; Martin Opitz, Budapest, 2022 (Corpus Fontium Antiquitatis Hungariae 1.)